# Isotta Nocchi
Isotta Nocchi (Firenze, 24 novembre 1996) è una calciatrice italiana, attaccante del Bologna.

## Carriera

### Club
Isotta Nocchi cresce calcisticamente nelle giovanili del Firenze, società che la inserisce nella formazione che disputa il Campionato Primavera. Le prestazioni offerte nella stagione della giovanile convince la società ad inserirla in rosa con la squadra titolare.
Partita come riserva del reparto difensivo, Nocchi fa il suo debutto in Serie A nel corso della stagione 2012-2013 conclusa con 2 presenze ma già alla successiva la sua presenza in campo si fa più frequente, siglando anche la sua prima rete nella massima serie.
Nell'estate 2015, a seguito della fondazione della Fiorentina Women's come sezione femminile affiliata all'omonimo club maschile e da accordi con il Firenze, viene inserita in rosa nella nuova squadra che partecipa alla stagione viola 2015-2016. Nocchi tuttavia fatica a trovare spazio riuscendo a scendere in campo in campionato in sole due occasioni.
Durante il calciomercato estivo 2016 Nocchi formalizza il suo passaggio all'Arezzo decidendo di ripartire con la nuova società impegnata nel campionato di Serie B 2016-2017. Nocchi si conferma determinante per il raggiungimento della salvezza della squadra, risultando la maggiore realizzatrice dell'Arezzo con 11 reti su 23 presenze in campionato, contribuendo così a conquistare l'ottavo posto sotto la guida di Manuela Tesse prima e Nazzarena Grilli poi.
Durante l'estate 2017 decide di cambiare nuovamente società trasferendosi alla neopromossa Florentia, società fiorentina che ha deciso di investire su un organico di atlete d'esperienza per puntare a posizioni d'alta classifica per il campionato di Serie B 2017-2018.. Con le compagne condivide la stagione che vede la squadra protagonista del girone A, prima vincitrice del girone, imbattuta con 24 vittorie e 4 pareggi e vede conquistare l'accesso alla Serie A nello spareggio promozione ai danni della Roma CF e dove al 57' è autrice della rete che fissa il risultato sul 3-0.
Durante il successivo calciomercato estivo il sito ufficiale della Fiorentina annuncia il suo ritorno in maglia viola per la stagione entrante.
L'11 dicembre 2018 viene ufficializzato il suo ritorno il prestito alla Florentia fino a fine stagione.
A luglio 2020 va a giocare per la prima volta in carriera fuori dalla Toscana, accordandosi con il Napoli, neopromosso in Serie A.
Nel luglio 2021 è stata mandata in prestito all'Empoli. Al termine della stagione, non riuscendo ad incidere, rientra alla Fiorentina dalla quale ceduta a titolo definitivo al Sassuolo. In neroverde gioca alcune gare da subentrata e a fine stagione viene infine ceduta all'Arezzo in Serie B Femminile, dove ritrova maggiore spazio da titolare e la via del goal in alcune circostanze.
Il 9 gennaio 2025 si accasa da svincolata al Bologna, militante in Serie B.

### Nazionale
Nel dicembre 2017 la coppia di responsabili tecnici della nazionale italiana Under-23 femminile, Attilio Sorbi e Nazzarena Grilli, la convocano per uno stage a fianco della nazionale maggiore.

## Statistiche

### Presenze e reti nei club
Statistiche aggiornate al 6 novembre 2024.
| Stagione              | Squadra               | Campionato            | Campionato | Campionato | Coppe nazionali | Coppe nazionali | Coppe nazionali | Coppe continentali | Coppe continentali | Coppe continentali | Altre coppe | Altre coppe | Altre coppe | Totale | Totale |
| Stagione              | Squadra               | Comp                  | Pres       | Reti       | Comp            | Pres            | Reti            | Comp               | Pres               | Reti               | Comp        | Pres        | Reti        | Pres   | Reti   |
| --------------------- | --------------------- | --------------------- | ---------- | ---------- | --------------- | --------------- | --------------- | ------------------ | ------------------ | ------------------ | ----------- | ----------- | ----------- | ------ | ------ |
| 2013-2014             | Firenze               | A                     | 17         | 4          | CI              | ?               | ?               | -                  | -                  | -                  | -           | -           | -           | 17+    | 4+     |
| 2014-2015             | Firenze               | A                     | 11         | 2          | CI              | 2               | 2               | -                  | -                  | -                  | -           | -           | -           | 13     | 4      |
| Totale Firenze        | Totale Firenze        | Totale Firenze        | 28         | 6          | -               | 2+              | 2+              | -                  | -                  | -                  | -           | -           | -           | 30+    | 8+     |
| 2015-2016             | Fiorentina            | A                     | 2          | 0          | CI              | 1               | 0               | -                  | -                  | -                  | -           | -           | -           | 3      | 0      |
| 2016-2017             | Arezzo                | B                     | ?          | ?          | CI              | ?               | ?               | -                  | -                  | -                  | -           | -           | -           | ?      | ?      |
| 2017-2018             | Florentia             | B                     | 20         | 19         | CI              | ?               | 0               | -                  | -                  | -                  | -           | -           | -           | 20+    | 19     |
| ago. 2018-dic. 2018   | Fiorentina            | A                     | 5          | 1          | CI              | 0               | 0               | UWCL               | 0                  | 0                  | SI          | 0           | 0           | 5      | 1      |
| Totale Fiorentina     | Totale Fiorentina     | Totale Fiorentina     | 7          | 1          | -               | 1               | 0               | -                  | 0                  | 0                  | -           | 0           | 0           | 28     | 6      |
| dic. 2018-2019        | Florentia S.G.        | A                     | 13         | 6          | CI              | -               | -               | -                  | -                  | -                  | -           | -           | -           | 13     | 6      |
| 2019-2020             | Florentia S.G.        | A                     | 14         | 0          | CI              | 1               | 0               | -                  | -                  | -                  | -           | -           | -           | 15     | 0      |
| Totale Florentia S.G. | Totale Florentia S.G. | Totale Florentia S.G. | 47         | 25         | -               | 1+              | 0+              | -                  | -                  | -                  | -           | -           | -           | 48+    | 25+    |
| 2020-2021             | Napoli                | A                     | 19         | 4          | CI              | 2               | 0               | -                  | -                  | -                  | -           | -           | -           | 21     | 4      |
| 2021-2022             | Empoli                | A                     | 16         | 1          | CI              | 6               | 1               | -                  | -                  | -                  | -           | -           | -           | 22     | 2      |
| 2022-2023             | Sassuolo              | A                     | 3          | 0          | CI              | -               | -               | -                  | -                  | -                  | -           | -           | -           | 3      | 0      |
| 2023-2024             | Arezzo                | B                     | 19         | 8          | CI              | 1               | 0               | -                  | -                  | -                  | -           | -           | -           | 20     | 8      |
| 2024-gen. 2025        | Sassuolo              | A                     | 3          | 0          | CI              | 1               | 0               | -                  | -                  | -                  | -           | -           | -           | 4      | 0      |
| Totale Sassuolo       | Totale Sassuolo       | Totale Sassuolo       | 6          | 0          | -               | 1               | 0               | -                  | -                  | -                  | -           | -           | -           | 7      | 0      |
| gen.-giu. 2025        | Bologna               | B                     | 0          | 0          | CI              | 0               | 0               | -                  | -                  | -                  | -           | -           | -           | 0      | 0      |
| Totale carriera       | Totale carriera       | Totale carriera       | 142        | 45         | -               | 14+             | 3+              | -                  | 0                  | 0                  | -           | 0           | 0           | 156+   | 48+    |

## Palmarès

### Club
- Supercoppa italiana: 1

Fiorentina: 2018
- Campionato italiano di Serie B: 1

Florentia: 2017-2018

#### Competizioni giovanili
- Campionato Primavera: 1

Firenze: 2012-2013